# Cittura
Cittura is een geslacht van vogels uit de familie van de ijsvogels (Alcedinidae). De wetenschappelijke naam van het geslacht is voor het eerst geldig gepubliceerd in 1848 door Kaup.

## Soorten
De volgende twee soorten zijn bij het geslacht ingedeeld:
- Cittura cyanotis  – Sulawesiblauwoorijsvogel
- Cittura sanghirensis  – Sangirblauwoorijsvogel